# Rid

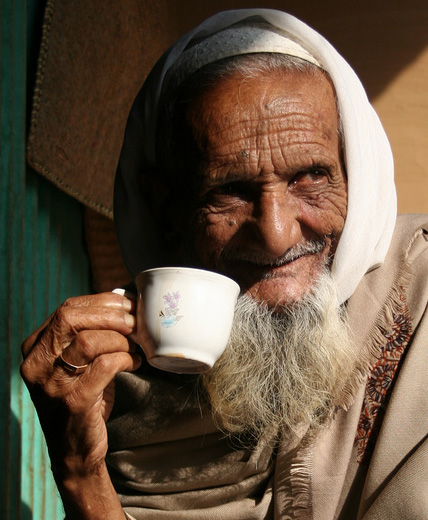
Ridurile de pe față și mâini sunt semne ale îmbătrânirii.

Ridurile sunt încrețituri ale pielii, apărute în urma îmbătrânirii.

## Îndepărtarea ridurilor
Există și tehnici moderne de îndepărtare a ridurilor.
Injecțiile cu substanțe care „umplu” ridurile sunt cele mai la îndemână metode
sau infiltrații cu diluții foarte mari de toxină botulinică (botox).
În iunie 2011, Agenția americană de reglementare a medicamentelor (Food and Drug Administration/ FDA) a aprobat lansarea pe piață a primului tratament celular personalizat contra ridurilor, denumit Viv (azficel-T).